# Chevrolet Beretta
La Chevrolet Beretta est un coupé produit par le constructeur automobile américain Chevrolet de 1987 à 1996.

## Modèles et modifications
Le modèle de base des Beretta était équipé du même groupe motopropulseur que la Chevrolet Cavalier, le moteur quatre cylindres de 2,2 L à soupapes en tête et la transmission automatique à trois rapports par défaut, ou le V6 à 60 degrés. Une transmission manuelle à cinq rapports n'était disponible que sur commande spéciale s'il était associé au moteur OHV de 2,2 L, mais très peu de commandes spéciales ont eu lieu, et la transmission automatique à trois rapports était l'option par défaut.
La GT comprenait un V6 de 2,8 litres de 125 ch, qui est passé à 3,1 L en 1991, et le groupe de suspension Z51 avec des roues en acier stylisées de 15 pouces et des pneus Goodyear Eagle GT. Un intérieur sport en tissu et un volant sport étaient également inclus. La GTU était disponible de 1988 à 1990. Les Beretta GTU (avec l'ensemble de suspension FE7) été expédiées à Cars and Concepts où elles étaient équipées de roues alliage en aluminium de 16 × 7 pouces, de kits de carrosserie personnalisés, d'un aileron arrière, de rétroviseurs et garnitures personnalisées et de décalcomanies. Avec la suspension FE7, la GTU était capable de 0,92 G sur la route, bien au-dessus de la plupart des voitures de sa catégorie. Les GTU n'étaient disponibles qu'en noir, rouge et blanc.
La GTZ, qui a remplacé la GTU, est devenue la version haute performance de la Beretta. Elle a été produite de 1990 à 1993. Elle était équipée de série du quatre cylindres en ligne à haut rendement de 2,3 L d'Oldsmobile, qui produisait 180 ch (134 kW) et 217 N m de couple. La transmission manuelle à cinq rapports Getrag et la suspension de performance FE7 de GM étaient également de série.
La seule plainte de Motor Trend était le BVD (bruit, vibration et dureté) du quatre cylindres et a noté qu'il s'agissait de l'un des moteurs les plus bruyants de son époque. À partir de 1991, le V6 de 3,1 L pouvait être proposé en option sur la GTZ, mais il n'était disponible qu'avec une transmission automatique à trois rapports qui augmentait le temps de 0 à 97 km/h à environ 9,0 secondes. Le V6 de 3,1 L était de série sur les modèles GT de 1990-1992 et en option pour tous les modèles de base et GT en 1992. À partir de l'année-modèle 1994, le V6 de 3,1 L ne pouvait être commandé qu'avec une transmission automatique.
L'année modèle 1991 a vu d'importantes mises à jour intérieures, y compris un nouveau tableau de bord et une console centrale et l'ajout d'un airbag côté conducteur. 
En 1994, la GT et la GTZ ont été remplacées par la Beretta Z26, qui la plaçait carrément entre la Cavalier Z24 et la Lumina Z34 dans la gamme Chevrolet. Le V6 de 3,1 L a été repensé et est devenu le V6 3100 et a gagné 20 chevaux à 160. Le nouveau V6 3100 n'était disponible qu'avec une nouvelle transmission automatique à quatre rapports. Le quatre cylindres HO a perdu un total de 10 ch (7 kW) en 1994, sa dernière année de production. Le quatre cylindres de 2,3 L n'était disponible qu'avec une boîte manuelle à cinq rapports. En 1995, le V6 3100, qui a également continué sur le modèle de 1996, a perdu 5 ch, jusqu'à 155 ch (116 kW). 
Les ventes de Beretta ont régulièrement diminué chaque année de production, le marché se détournant des modèles à deux portes. En 1996, Chevrolet a mis fin à la production de la Beretta et de la Corsica après 10 années modèle. La Corsica a été remplacée par la Chevrolet Malibu en 1997. La dernière Beretta est sortie de la chaîne de montage le 30 juillet 1996.

## Modèles
- 1987-1996 base/CL
- 1988-1993 GT
- 1988-1989 GTU
- 1990 Indy
- 1990-1993 la GTZ avait un temps de 0 à 97 km/h de 7,6 secondes
- 1994-1996 la Z26 avait un temps de 0 à 97 km/h de 8,3 secondes

## Galerie

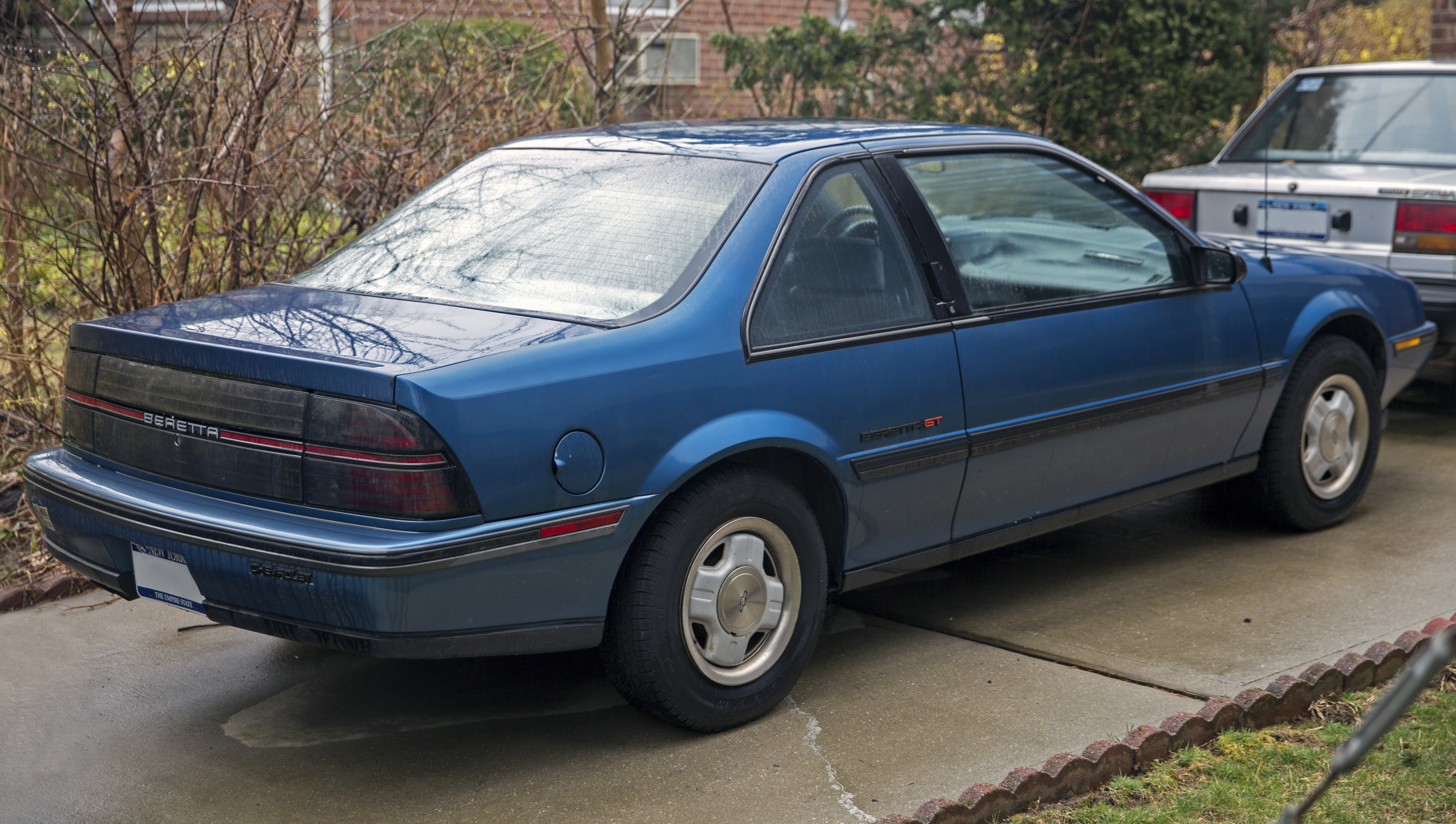
Beretta GT de 1988, vue arrière
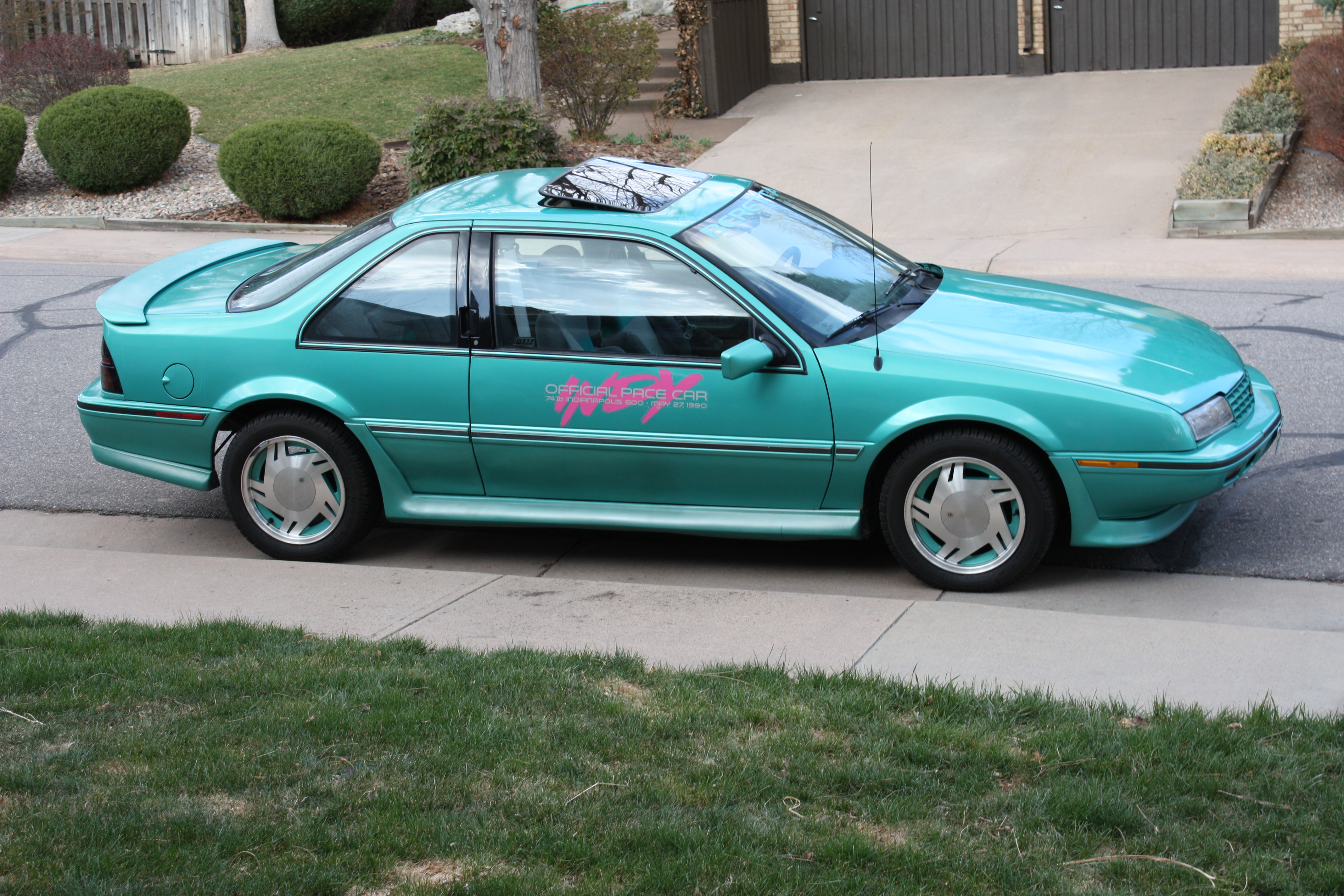
Réplique de la pace car de l'Indianapolis 500 de 1990

## Problème de marque
General Motors a été poursuivi par Fabbrica d'Armi Pietro Beretta pour contrefaçon de marque impliquant l'utilisation du nom Beretta pour une voiture,. Le procès a été réglé à l'amiable en 1989; GM et Beretta ont échangé des cadeaux symboliques: un coupé Beretta GTU et une paire de fusils Beretta. General Motors a fait don de 500 000 $ US à un organisme de bienfaisance parrainé par Beretta,, également affilié à la GM Cancer Research Foundation.

## Sport automobile
La Beretta, utilisant un moteur V6 à 90 degrés à soupapes évasées de 4,5 litres, a remporté le championnat Trans Am Series en 1990.